# Lucas Ferreira
dos Santos Ferreira est un nom portugais ; le premier nom de famille (d'usage facultatif) est dos Santos et le second est Ferreira.
Pour les articles homonymes, voir Ferreira.
Lucas dos Santos Ferreira, né le 28 avril 2006 à Campos dos Goytacazes au Brésil, est un footballeur brésilien qui évolue au poste d'ailier ou de milieu de terrain au Chakhtar Donetsk.

## Biographie
Ferreira rejoint le centre de formation du São Paulo FC en 2021, après des passages à l'Americano, au Flamengo et au Boavista SC. Il s’illustre rapidement avec l’équipe des moins de 20 ans : artisan du titre en Coupe du Brésil U20 2024, puis sacré champion de la Copa São Paulo Juniors en janvier 2025. Il signe son premier contrat professionnel en mars 2023, prolongé en septembre 2024 jusqu'en 2028, puis prolongé en 2025 jusqu'en 2029.
Il joue son premier match en professionnel le 20 janvier 2025 face au Botafogo FC, en Campeonato Paulista.

## Statistiques
| Saison                | Club                  | Championnat           | Championnat | Championnat | Championnat | Coupe(s) nationale(s) | Coupe(s) nationale(s) | Coupe(s) nationale(s) | Compétition(s) continentale(s) | Compétition(s) continentale(s) | Compétition(s) continentale(s) | Compétition(s) continentale(s) | Coupes régionales | Coupes régionales | Coupes régionales | Total | Total | Total |
| Saison                | Club                  | Division              | M.          | B.          | P.d.        | M.                    | B.                    | P.d.                  | Comp.                          | M.                             | B.                             | P.d.                           | M.                | B.                | P.d.              | M.    | B.    | P.d.  |
| 2025                  | São Paulo FC          | Série A               | 13          | 0           | 0           | 2                     | 0                     | 1                     | CL                             | 5                              | 1                              | 0                              | 3                 | 0                 | 0                 | 23    | 1     | 1     |
| Total sur la carrière | Total sur la carrière | Total sur la carrière | 13          | 0           | 0           | 2                     | 0                     | 1                     | -                              | 5                              | 1                              | 0                              | 3                 | 0                 | 0                 | 23    | 1     | 1     |